# Szabla czerkieska
Szabla czerkieska – broń biała, rodzaj szabli kaukaskiej, od tradycyjnej szabli wyróżnia ją brak jelca. Wywodzi się prawdopodobnie w prostej linii od długiego noża.

## Typ wcześniejszy (XVI–XVII wiek)
Starsze egzemplarze (z XVI–XVII wieku), odnajdywane w Białej Reszce koło Maikopu, posiadały długie głownie (1040–1140 mm) o niewielkiej krzywiźnie kołowej i płaskim przekroju. Długie pióro zakończone było rombowym sztychem, wygiętym ku przodowi, przeznaczonym do pchnięcia.

## Typ późniejszy (XIX wiek)
Typowa szabla czerkieska późniejszego typu, z XIX wieku miała już inne parametry, opisane na przykładzie zachowanego egzemplarza z muzeum w Damaszku
Głownia:
- profil kołowy
- długość 800 mm
- krzywizna 40 mm
- środek ciężkości 195 mm
- wyważenie pionowe
- pióro bez poszerzenia
- przekrój zastawy – dwie bruzdy
- przekrój brzuśca – dwie strudziny i jedna bruzda
- przekrój pióra – jedna strudzina i jedna bruzda

Rękojeść: 
- typu kaukaskiego bez jelców
- drewniana obita blachą srebrną, ozdobna
- wydatna głowica z zębem, rozdwojona dla zmniejszenia wagi

## Opis
Szabla do walki konnej i pieszej. Dobrze wyważona do cięć zamachowych krojących z ramienia, łokcia, jak również łukowych z nadgarstka. Ukształtowanie głowicy umożliwia wygodny chwyt i prowadzenie głowni. Ze względu na brak ochrony dłoni możliwe były tylko zasłony odbijające lub uniki (tzw. dżygitówka na koniu). 
Z szabli kaukaskich wywodzi się rosyjska „szaszka”, używana przez formacje kozackie od XIX wieku.